# KkStB 178

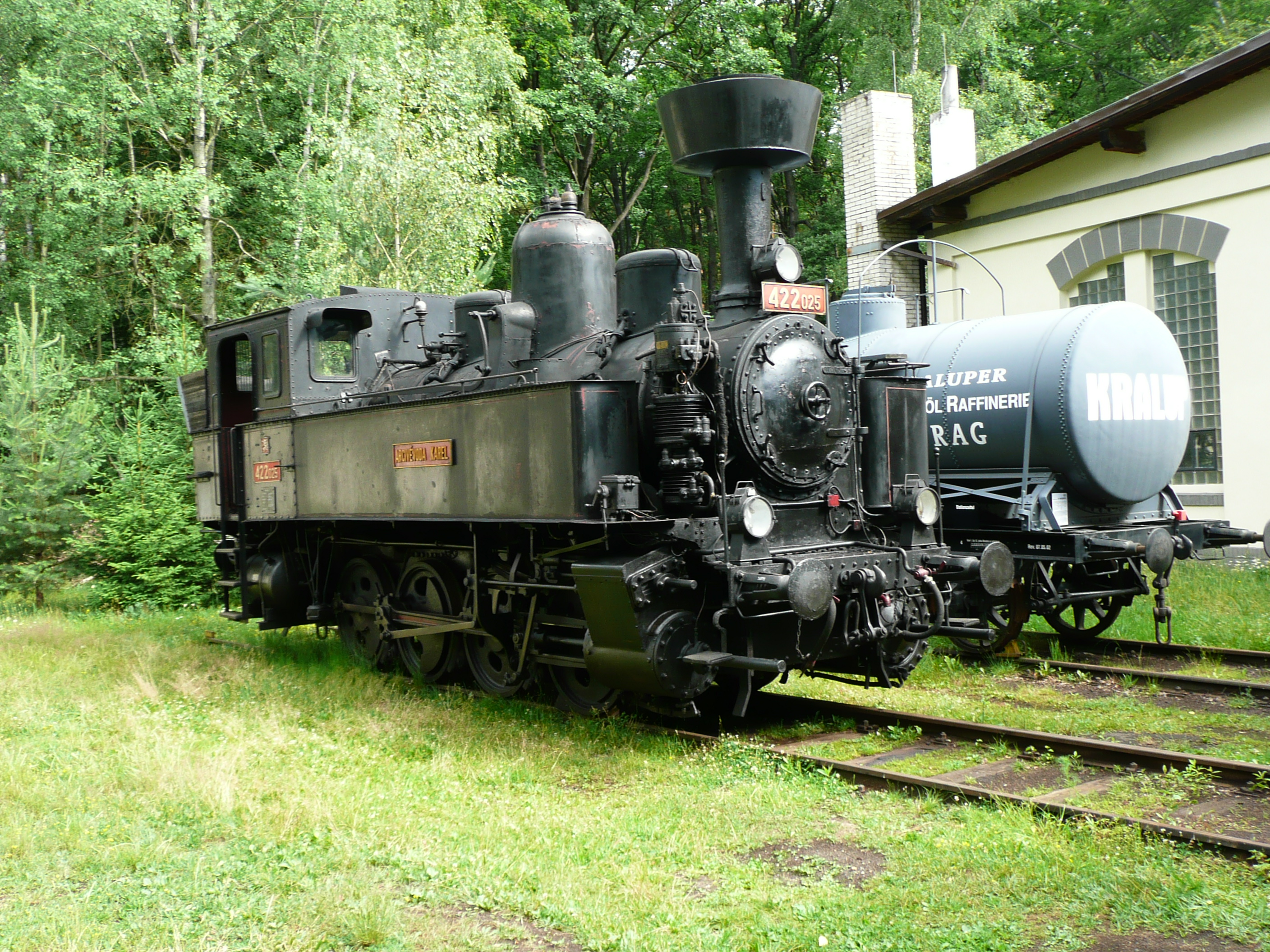
TKp11 - KkStB 178

KkStB 178 - танк-паротяг, що будувався для локальних залізниць державними локомотивобудівними фабриками Австро-Угорської імперії.

## Історія
Наприкінці ХІХ ст. було збудовано залізницю для транспортування вугілля з району Шнеєберг. Із зародженням туризму на гору було споруджено зубчасту залізницю. Старі паротяги не справлялись із зрослою масою потягів, через що шефконструктор KkStB Карл Ґьолсдорф (нім. Karl Gölsdorf) новий паротяг з чотирьохразовою системою приводу рушійних колісних пар, меншим радіусом проходження поворотів. Застосована у паротязі система важелів паророзподільчого механізму не набула поширення у Європі, але була удосконалена у США.
Фабрика Krauss.Лінц збудувала 1899 два пробні паротяги для залізниці Aspangbahn (EWA 21 "WILLENDORF", 22 "KLAUS"), яка замовила ще 10 паротягів (серія IVd. 71-80).
Віденські локомотивобудівні фабрики Wiener Neustädter, Floridsdorf, Böhmisch-Mährische Maschinenfabrik, StEG,  Krauss-Linz виготовили ще 277 паротягів, що могли мати певні відмінності в залежності від умов експлуатації і використовувались на декількох приватних і локальних залізницях (1899-1918).
Після завершення війни паротяги потрапили до залізниць: 66 BBÖ; 105 ČSD серія 422.0; 26 PKP серія TKp11; 12 FS серія 893; JDŽ серія 52; 3 CFR.

### Паротяги KkStB 178 на залізницяхГаличини,Буковини
На час випуску паротягів KkStB 178 локальні залізниці перебували під управлінням чи у власності Ц.к.Австрійської Державної залізниці (KkStB)
|                                             |                                     |                   |                     |                     |                                                             |                                                                     |
| Фабричний номер                             | Виробник                            | Власник залізниці | Залізниця           | kkStB (з 1905)      | Після 1 світової війни                                      | Списано                                                             |
| Flor 1494/02-1496/02 • KrLi 5407/07         | Floridsdorf.1902 • Krauss.Linz.1907 | KkStB             | Н. Буковинська лок. | 178.15 - 17, 178.45 | 1918 CFR (016, 45) • Росія                                  | CFR 1936                                                            |
| Flor 1807/08-1811/08 • StEG 3533/08-3538/08 | Floridsdorf.1908 • StEG.1908        | KkStB             | Львів-Підгайці      | 178.64 - 74         | PKP Tkp11-5 - 12→ 1939 НКПС ТКп11-5, 8-10                   | CFR 178.64→1936;                                                    |
| KrLi 6165/09                                | Krauss.Linz.1909                    | KkStB             | Долина-Вигода       | 178.89              | PKP Tkp11-13→НКПС                                           |                                                                     |
| KrLi 6242/10-6247/10                        | Krauss.Linz.1910                    | KkStB             | Львів-Стоянів       | 178.90 - 95         | 178.90-94→1914 Росія • PKP Tkp11-14/15→НКПС •               | PKP Tkp11-16→1946 • PKP Tkp11-17→МПС ТКп11-17 • PKP Tkp11-16 → 1936 |
| KrLi 6550/12-6550/12                        | Krauss.Linz.1912                    | KkStB             | Дрогобич-Трускавець | 178.137 - 138       | 178.138→Росія • 178.137→PKP Tkp11-21→1939 НКПС→МПС ТКп11-21 |                                                                     |
|                                             |                                     |                   |                     |                     |                                                             |                                                                     |

### Технічні дані паротяга KkStB 178
|                              |                         |
| Розміри                      | Параметри               |
| Роки випуску                 | 1899-1918               |
| Країна-виробник              | Австро-Угорська імперія |
| Завод-виробник               |                         |
| Ширина колії                 | 1435 mm                 |
| Тип                          | D n2vt                  |
| Кількість циліндрів          | 2                       |
| Діаметр HD-циліндрів         | 420 мм                  |
| Діаметр ND-циліндрів         | 650 мм                  |
| Хід поршня                   | 570 мм                  |
| Діаметр рушійних коліс       | 1140 мм                 |
| Довжина                      | 9,358 м                 |
| Загальна колісна база        | 3700 мм                 |
| Загальна колісна база÷Тендер | мм                      |
| Тиск пари                    | 13 атм.                 |
| Кількість труб нагріву       | 172                     |
| Площа труб нагріву           | 80,30 м²                |
| Площа труб нагріву           | 6,55 м²                 |
| Площа колосникових ґрат      | 1,61 м²                 |
| Маса паротяга робоча         | 46,0–52,0 т             |
| Потужність                   | 420 кВт                 |
| Сила тяги локомотива         | 93,0 т                  |
| Швидкість                    | 50 км/год               |
| Зчіпна маса локомотива       | 46,0–52,0 т             |
| Запас води                   | 5,2–7,5 м³              |
| Запас палива                 | 1,5–2,0 т               |